# Resolució 2079 del Consell de Seguretat de les Nacions Unides
La Resolució 2079 del Consell de Seguretat de les Nacions Unides fou adoptada per unanimitat el 12 de desembre de 2012. El Consell va prorrogar les sancions imposades a Libèria en la Resolució 1532 (2004) i el mandat del Grup d'Experts que les supervisen per un any més, fins a desembre de 2013.
El Consell dona la benvinguda als avenços del govern liberià en implementar i aplicar la llei de gestió forestal i el Procés de Kimberley per impedir el contraban de diamants i d'or.
Tanmateix, el Consell assenyala que Libèria continua fallant en la supervisió del compliment de l'embargament d'armes i les restriccions de viatge imposades en la Resolució 1521 (2003), i es va recordar a Libèria i els estats veïns la seva responsabilitat en controlar el tràfic d'armes a la regió. Alhora, també es va acordar que tant la UNOCI com la UNMIL haurien de continuar cooperant a la frontera entre ambdós països.